# Landesregierung Pröll II
Die Landesregierung Pröll II bildete die Niederösterreichische Landesregierung während der XIV. Gesetzgebungsperiode vom 7. Juni 1993 bis zum 16. April 1998. Die Regierung folgte der Landesregierung Pröll I nach. Nach der Landtagswahl vom 16. Mai 1993 stellte die Österreichische Volkspartei (ÖVP) fünf Regierungsmitglieder, die Sozialdemokratische Partei Österreichs (SPÖ) stellte drei Regierungsmitglieder und musste einen Sitz in der Landesregierung an die Freiheitliche Partei Österreichs (FPÖ) abgeben. Johann Bauer (SPÖ) schied in der Folge aus der Landesregierung aus und musste seinen Regierungssitz an den FPÖ-Politiker Hans Jörg Schimanek abgeben. Während der Regierungsperiode blieb die Zusammensetzung der Regierung unverändert.

## Regierungsmitglieder
| Amt                           | Name                | Partei | Ressorts                                                         |
| ----------------------------- | ------------------- | ------ | ---------------------------------------------------------------- |
| Landeshauptmann               | Erwin Pröll         | ÖVP    | Personal, Inneres, Straßenbau, Kultur                            |
| Landeshauptmannstellvertreter | Liese Prokop        | ÖVP    | Kunst, Sport, Jugend, Frauen                                     |
| Landeshauptmannstellvertreter | Ernst Höger         | SPÖ    | Bauwesen, Gemeindeaufsicht, Berufsschulen                        |
| Landesrat                     | Franz Blochberger   | ÖVP    | Umwelt, Landwirtschaft                                           |
| Landesrat                     | Edmund Freibauer    | ÖVP    | Finanzen                                                         |
| Landesrat                     | Ernest Gabmann      | ÖVP    | Wirtschaft, Fremdenverkehr                                       |
| Landesrätin                   | Traude Votruba      | SPÖ    | Soziales, Schulen                                                |
| Landesrat                     | Ewald Wagner        | SPÖ    | Gesundheitswesen, Krankenanstalten, Naturschutz, Jugendwohlfahrt |
| Landesrat                     | Hans Jörg Schimanek | FPÖ    | Wasser, Baurecht, Veranstaltungen, Film                          |